# Stefanie von Pfetten
Stefanie von Pfetten, född 25 november 1973 i Vancouver i British Columbia i Kanada, är en kanadensisk skådespelerska. Hennes föräldrar är från München.

## Filmografi (urval)
- 2002 – 40 Days and 40 Nights
- 2010 – Percy Jackson - kampen om åskviggen